# Guillermo Timoner

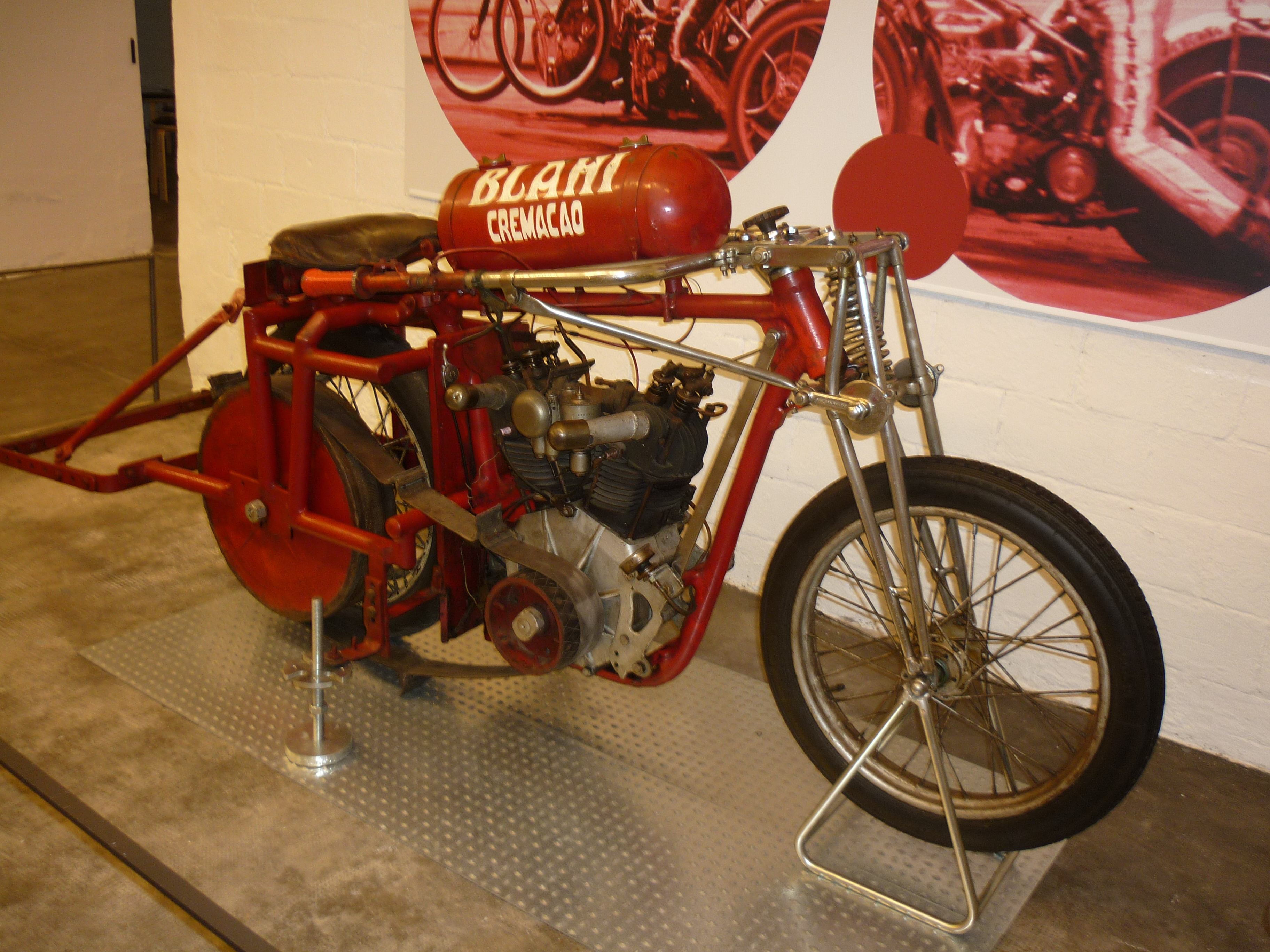
Stayer-motorcykel bakom vilken Timoner kört. Notera, utöver bensintanken. även remdriften, sadeln nästan över baknavet och det förlängda styret.

Guillermo (Guillem) Timoner Obrador, född den 24 mars 1926 i Felanitx (på Mallorca), död den 17 augusti 2023 på samma plats, var en spansk bancyklist som var specialist på stayer-lopp och blev världsmästare i denna disciplin för professionella sex gånger och tog därtill två VM-silver. I stayer blev han även trefaldig silvermedaljör vid europamästerskapen och spansk mästare vid fjorton tillfällen. Han tog därtill ytterligare tio spanska mästerskapstitlar i andra bandiscipliner.
Timoner avslutade sin aktiva karriär 1968 och var därefter bancykeltränare från 1971 till 1977.
Timoners yngre bror, Antonio (född 1929), blev tvåa bakom Guillermo vid spanska mästerskapen i stayer vid minst fyra tillfällen och i sprint åtminstone två gånger.

## Meriter
| 1955 Världsmästare i stayer 1956 2:a i stayer 1958 2:a i stayer 1959 Världsmästare i stayer 1960 Världsmästare i stayer 1962 Världsmästare i stayer 1964 Världsmästare i stayer 1965 Världsmästare i stayer 1958/1959 2:a i stayer 1959/1960 2:a i stayer 1962/1963 3:a i stayer 1963/1964 2:a i stayer 1965/1966 3:a i stayer 1963/1964 2:a i Madrids sexdagars med Jorge Bátiz 2:a i Buenos Aires sexdagars med Francesco Tortella 1965/1966 2:a i Madrids sexdagars med Francesco Tortella 1953 2:a i Prix Houlier-Comès med Juan Espin 1955 3:a i Prix du Salon med Miguel Poblet 1957 2:a i Prix Dupré-Lapize med Miguel Bover | 1945 Spansk mästare i stayer 1946 Spansk mästare i stayer 1947 Spansk mästare i stayer Spansk mästare i sprint 1948 Spansk mästare i stayer Spansk mästare i sprint 1949 Spansk mästare i stayer Spansk mästare i Individuellt förföljelselopp 1950 Spansk mästare i stayer Spansk mästare i sprint 1951 Spansk mästare i Individuellt förföljelselopp Spansk mästare i madison 1952 Spansk mästare i stayer Spansk mästare i madison 1954 Spansk mästare i stayer Spansk mästare i madison 1955 Spansk mästare i stayer 1956 Spansk mästare i stayer Spansk mästare i sprint Spansk mästare i Individuellt förföljelselopp 1959 Spansk mästare i stayer 1961 Spansk mästare i stayer 1962 Spansk mästare i stayer 1964 Spansk mästare i stayer |